# Yutaka Yoshie
Yutaka Yoshie (吉江豊 Yoshie Yutaka?) (Maebashi, Prefectura de Gunma, 5 de enero de 1974-Takasaki, Prefectura de Gunma, 10 de marzo de 2024) fue un luchador profesional japonés, conocido por sus apariciones en New Japan Pro Wrestling y varias otras empresas de Japón.

## Carrera

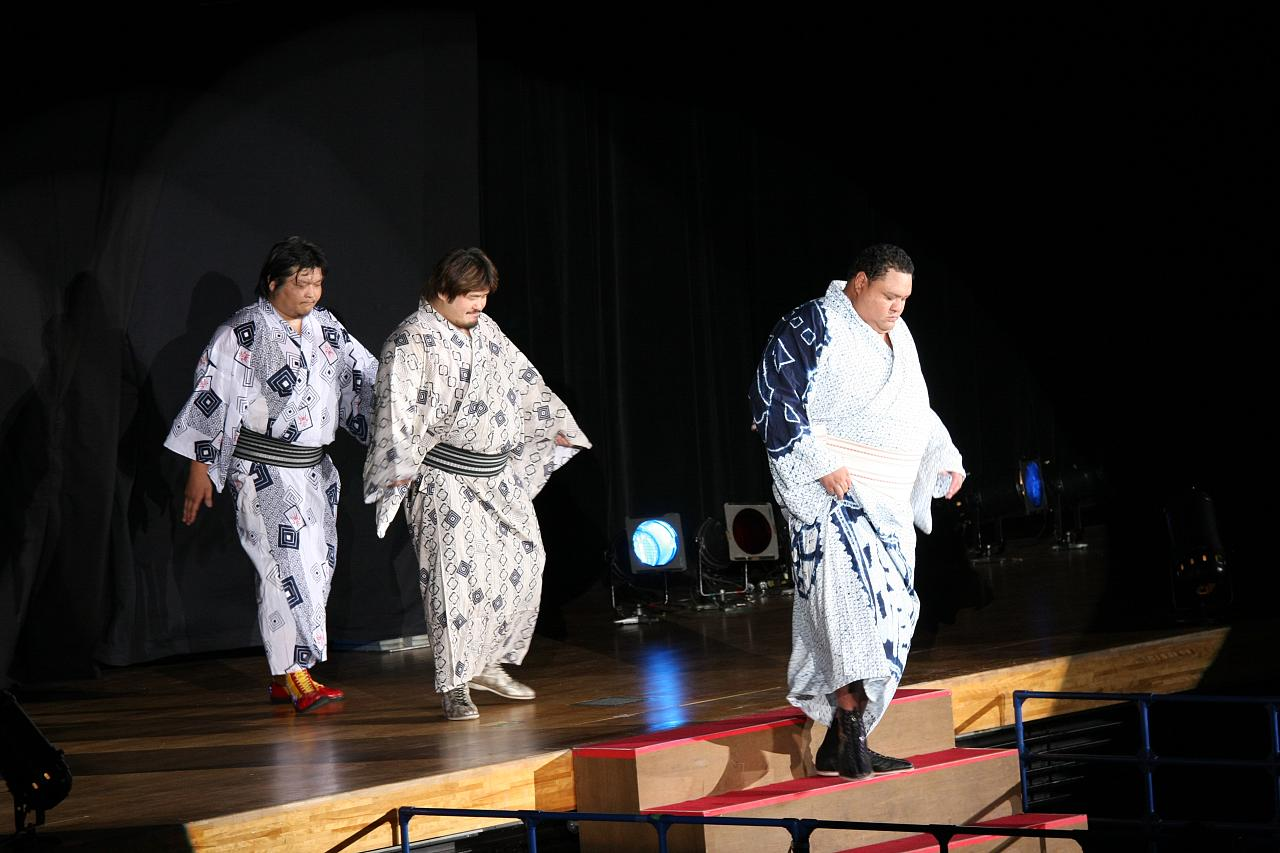
De izquierda a derecha: A-chan, Yoshie-chan y Bono-chan, en HUSTLE.

### New Japan Pro Wrestling (1994-2006)
Yoshie se unió en febrero de 1994 a New Japan Pro Wrestling y, tras entrenar en el dojo de la empresa, debutó en un combate contra Satoshi Kojima. Tras él, Yoshie tendría un segundo combate, pero sufrió una lesión de pierna en él y debió esperar hasta diciembre de 1995 para continuar su carrera.
Después de años como jobber, Yoshie fue elegido en enero de 1998 como uno de los contrincantes de Riki Choshu en su serie de combates de retiro. Ascendiendo lentamente en la escala, Yoshie comenzó a anotar victorias, y tuvo una excursión en Alemania representando a la NJPW en la empresa Catch Wrestling Association. A su retorno en marzo de 2000, Yutaka presentó su nueva imagen: habiendo ganado una cantidad considerable de peso, pero sin haber perdido por ello su agilidad, Yoshie adoptó un estilo de lucha basado en el sumo y se hizo característico por su jovial atuendo rosa. Poco después, Yoshie fue reclutado por Yuji Nagata para su stable Fighting Club G-EGGS.
Después de años en NJPW, Yutaka decidió no continuar en ella y fue liberado de su contrato en enero de 2006 para convertirse en freelance.

### All Japan Pro Wrestling (2006)
A su salida de New Japan, Yoshie protagonizó un angle en el que tanto Yoshiyuki Nakamura de Pro Wrestling ZERO1 y Keiji Muto de All Japan Pro Wrestling querían su presencia en sus respectivas empresas, por lo que le enviaron regalos para atraerles hacia su lado. Finalmente, Yoshie se decantó por Muto y comenzó a competir en AJPW, haciendo equipo con el antiguo luchador de sumo Arashi.

### Dradition Pro Wrestling (2006-2009)
A finales de 2006, Yutaka comenzó a aparecer en la promoción Dradition Pro Wrestling de Tatsumi Fujinami, consiguiendo una larga serie de victorias.

### HUSTLE (2008)
En abril de 2008, Yoshie hizo su debut en HUSTLE como Yoshie-chan, siendo presentado como un ciberamigo de Bono-chan, quien inicialmente le había confundido con una mujer por su nombre, el cual se usa para ambos sexos en Japón. Yoshie-chan comenzó a formar tag team con Bono-chan, quien acababa de ser expulsado del Monster Army, durante el feudo en equipos de éste con Giant Silva, con Bono y Yoshie derrotando a Commander An Jo & Giant Silva en HUSTLE-30; al siguiente evento, Silva se aliaría con Toshiaki Kawada, pero volvieron a ser derrotados por Yoshie & Bono.

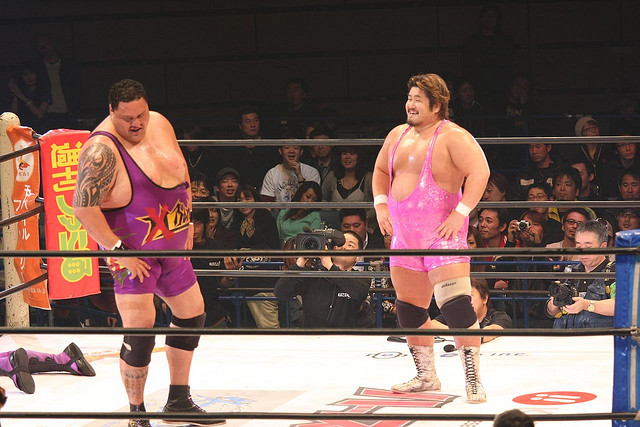
Yoshie (derecha) con su compañero de equipo frecuente Akebono en Hustle

Un mes más tarde, Bono-chan presentó a otro amigo, A-chan, y con él y Yoshie formó un stable de luchadores sumo. Como bando independiente, el trío se enfrentó tanto al Monster Army como al HUSTLE Army. El último combate de Yoshie en la empresa fue con todo su equipo contra Monster C, The Golden Cup #1 & The Golden Cup #2, ganando el combate el bando de Bono-chan.

### Fallecimiento
El 10 de marzo de 2024, Yoshie luchó en un espectáculo para All Japan Pro Wrestling en el Centro de Convenciones Gunma en Takasaki. Se asoció con Ryo Inoue en una derrota ante el equipo de Hokuto Omori y Ryoji Sai. Tras el combate, se dirigió al backstage para conceder una entrevista a la prensa. Después de la entrevista, regresó al vestuario, donde de repente se desplomó. Inmediatamente lo llevaron de urgencia a un hospital cercano en Takasaki, donde fue declarado muerto a la edad de 50 años. Al día siguiente, Suwama confirmó que la causa de la muerte de Yoshie fue por arteriosclerosis.
Antes de su muerte, Yoshie planeaba realizar un espectáculo de aniversario en diciembre de 2024, celebrando lo que habría sido su trigésimo año en la lucha libre profesional.

## En lucha

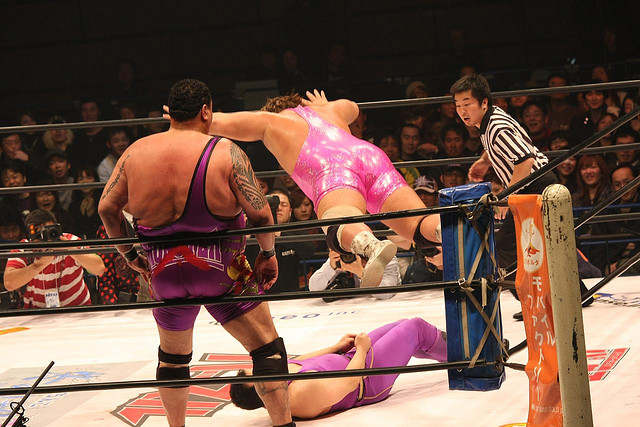
Yoshie realizando un "Friend Press" sobre Commander An Jo.

- Movimientos finales
  - Karuizawa[4] / Cheese Sandwich[5] / Ham Sandwich[6] / Friend Press[7] / 4L Press[8] (Diving splash)[1][2]
  - Canadian Hammer[1][2] (Inverted front powerslam) - 2000-presente
  - Airbag German Suplex (Release high-angle German suplex)

- Movimientos de firma
  - Back Blow[1][2] (Spinning backfist)
  - Raiden Drop[1][2] (Jumping seated senton a la espalda del oponente)
  - Big boot
  - Big splash[9]
  - Death Valley driver[1][2]
  - Full body block[9]
  - German suplex[9]
  - Lou Thesz press,[2] a veces desde una posición elevada
  - Reverse figure four leglock[2]
  - Running corner body avalanche
  - Running hip attack a un oponente sentado en el rincón
  - Running lariat
  - Samoan drop[9]
  - Scoop slam[9]
  - Standing powerbomb[2]
  - Vertical suplex

- Apodos
  - "The Flying Pink Tank"[1]
  - "The Pink Warrior"[9]

## Campeonatos y logros
- All Japan Pro Wrestling

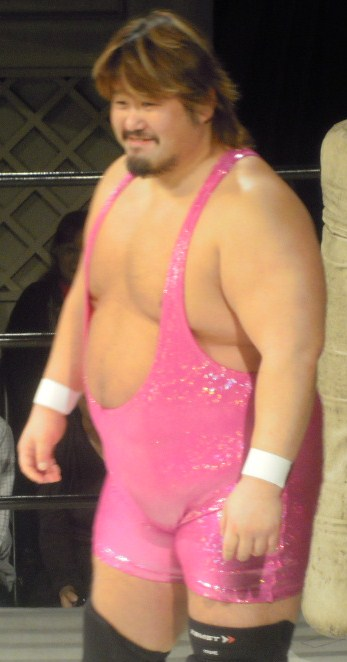
Yutaka Yoshie en un combate

  - World Tag Team Championship (1 vez) — con Akebono

- Muga World Pro Wrestling / Dradition Pro Wrestling
  - Dragon Cup (2007)[10]
  - Tokyo Dome Hotel Cup (2007)[11]

- New Japan Pro Wrestling
  - IWGP Tag Team Championship (1 vez) – con Hiroshi Tanahashi
  - Triathlon Survivor League (2002) – con Manabu Nakanishi & Osamu Nishimura
  - Teisen Hall Cup (2003) - con Hiroshi Tanahashi, Masahiro Chono & Yuji Nagata
  - Premio New Wave (2000)

- Pro Wrestling ZERO1
  - NWA Intercontinental Tag Team Championship (1 vez) – con Steve Corino[12]

- Toryumon
  - Yamaha Cup Tag Tournament (2008) – con Último Dragón[13]

- Pro Wrestling Illustrated
  - Situado en el N°267 en los PWI 500 de 2006[14]